# Amacuro
Amacuro je rijeka u Južnoj Americi. Svojim tokom jednim dijelom prati sjeverni dio granice između Venezuele i Gvajane, a zatim skreće prema zapadu i ulijeva se u deltu rijeke Orinoco, u Venezueli.